# São Paulo-Guarulhos internationella flygplats
São Paulo-Guarulhos – Guvernör André Franco Montoro internationella flygplats(IATA: GRU, ICAO: SBGR) även populärt lokalt känd som antingen Cumbica Airport, efter distriktet där den ligger och den brasilianska flygvapenbasen som finns på flygplatskomplexet, eller Guarulhos Airport, efter kommunen Guarulhos, i delstaten São Paulo, 25 km nordöst om São Paulo centrum. Sedan den 28 november 2001 har flygplatsen haft sitt namn efter André Franco Montoro (1916–1999), tidigare guvernör i delstaten São Paulo. Flygplatsen döptes om till GRU Airport 2012.
Flygplatsen var den mest trafikerade i Brasilien när det gäller antal transporterade passagerare, flygplansverksamhet och gods som hanterades 2012, vilket placerade den som den näst mest trafikerade flygplatsen i Latinamerika för passagerartrafik efter Mexico City International Airport. Guarulhos har restriktioner för ankomst- och avgångstider, genomför maximalt 45 operationer/timme och är en av de fem flygplatserna med sådana restriktioner i Brasilien (de andra är São Paulo-Congonhas, Brasília, Belo Horizonte-Pampulha och Rio de Janeiro-Santos Dumont).
Sedan 2012 har flygplatsen drivits av ett konsortium bestående av Invepar S/A, Airports Company South Africa och Infraero.
Några av flygplatsens anläggningar delas med São Paulo Air Force Base för det brasilianska flygvapnet.

## Historik

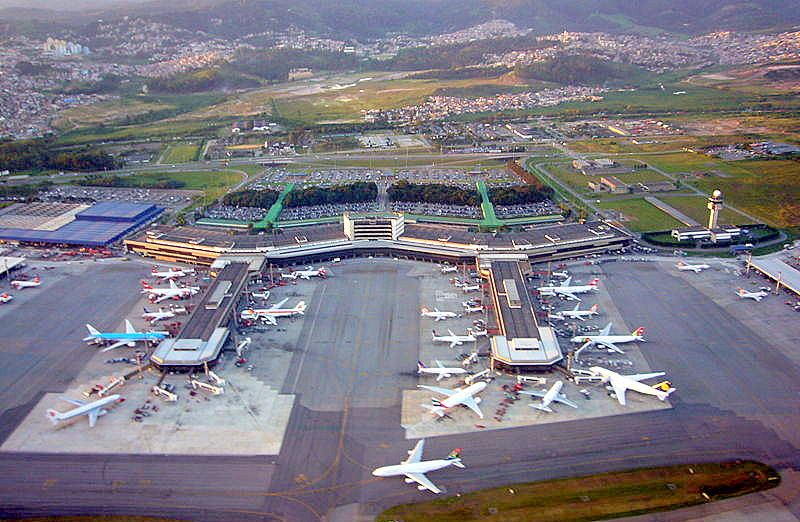
Terminal 1 (TPS1)

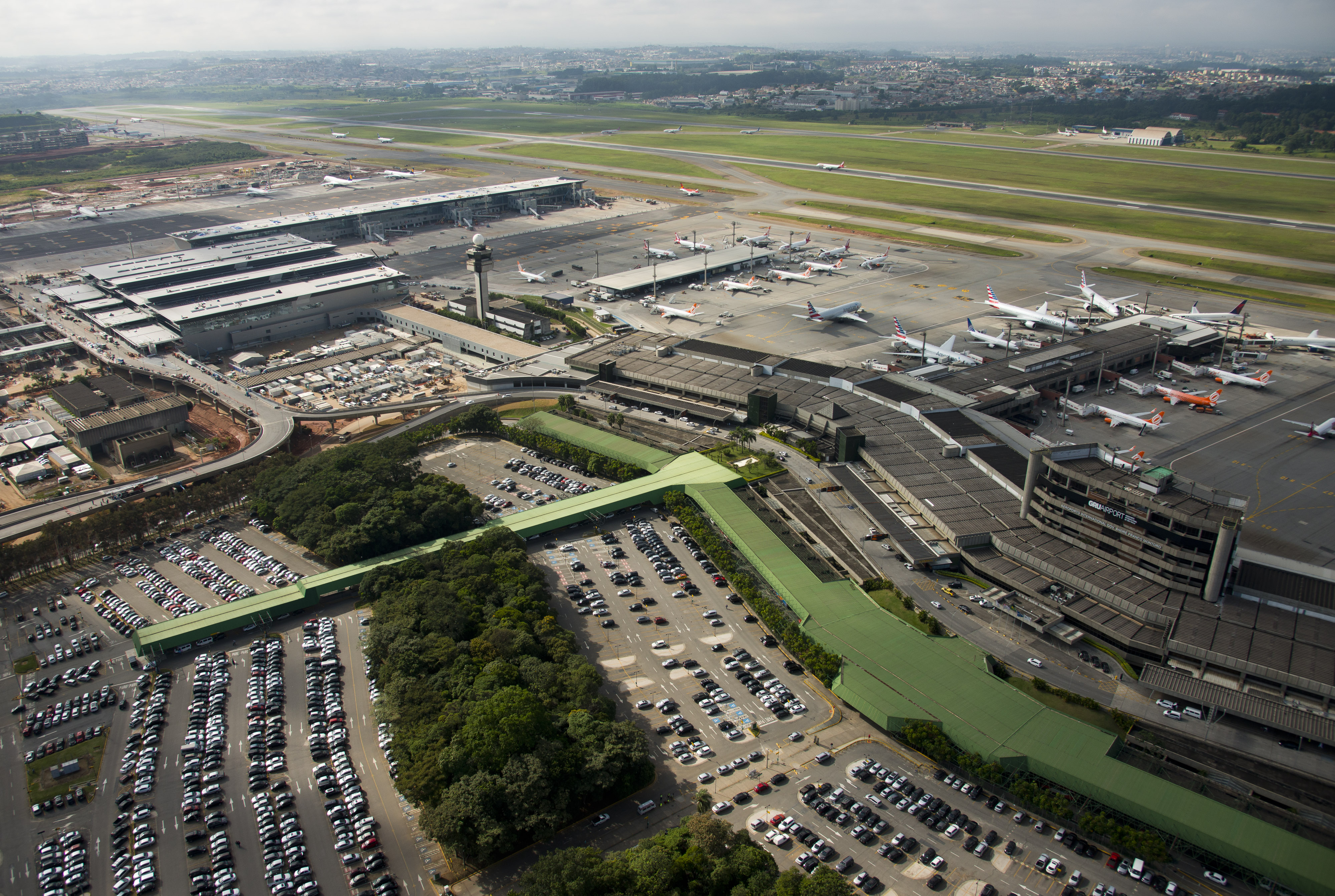
Terminal 1.

Den 6 juni 1967, som svar på den ökade flygtrafiken i Brasilien, inledde den brasilianska militärregeringen studier om moderniseringen av landets flygplatsstruktur. Som en del av slutsatserna av dessa studier skulle, på grund av deras läge, strategiska betydelse och säkerhetsfrågor, nya passageraranläggningar byggas på flygplatserna Galeão Air Force Base i Rio de Janeiro och São Paulo Air Force Base i São Paulo.
När det gäller São Paulo omfattade den första planeringen av flygplatsen tre landningsbanor och fyra passagerarterminaler. Men den första fasen av konstruktionen bestående av två landningsbanor och två terminaler startade först den 11 augusti 1980. Flygplatsen invigdes officiellt den 20 januari 1985. Guarulhos blev snabbt stadens primära flygplats och ersatte São Paulo-Congonhas flygplats.
År 1989 utökades landningsbanorna och terminalerna renoverades, utvidgades och fick sin kapacitet utökad från 7,5 miljoner till 8,25 miljoner passagerare/år. Hela komplexet täckte 13,86 kvadratkilometer, varav 5 kvadratkilometer är urbaniserat område.
Bygget av Terminal 3, som kan hantera 12 miljoner passagerare per år, hade planerats sedan 2001, men på grund av politiska och ekonomiska problem började byggnationen inte förrän 2011.
Under 2010 betjänade flygplatsen mer än 26,8 miljoner passagerare, en ökning med 24 procent jämfört med 2009 och passagerarvolymerna var 31 procent över dess kapacitet som uppskattades till 20,5 miljoner per år i dess dåvarande utformning.
För att lindra den akuta överbeläggningen vid terminalerna 1 och 2 tillkännagav Infraero den 17 maj 2011 att de tidigare fraktterminalerna från de nedlagda flygbolagen VASP och Transbrasil, som senare användes av federala organ, skulle genomgå renoveringar och anpassningar för användning som inrikes passagerarterminaler med fjärrboarding. Den nya terminalen kallades från början Terminal 4 (T4). Den första fasen av renoveringarna, innefattande den tidigare VASP-terminalen, öppnade den 8 februari 2012, och den andra fasen, som omfattade den tidigare Transbrasil-terminalen, öppnades i juni 2013. Tvärtemot vad som hade meddelats tidigare, kom den nya terminalen att förbli permanent. Webjet var det första flygbolaget att använda den nya anläggningen. Den nya terminalen ökade i dess första fas flygplatsens kapacitet med 5,5 miljoner passagerare per år och i den andra fasen till 8 miljoner passagerare per år. Totalt skulle Guarulhos då kunna hantera 28,5 miljoner passagerare per år.
Som svar på kritiken av situationen för dess flygplatser gav Infraero den 18 maj 2011 ut en lista som utvärderade några av dess viktigaste flygplatser enligt dess mättnadsnivåer. Enligt listan ansågs Guarulhos vara kritiskt mättad och användes till över 85 procent av sin kapacitet.
Efter ett beslut som fattades den 26 april 2011 av den federala regeringen om att privata företag beviljades koncessioner för att använda vissa Infraero-flygplatser, beviljades den 6 februari 2012 administrationen av flygplatsen, under 20 år, till Consortium Invepar –ACSA, även känd som GRU Airport, sammansatt av brasilianska Invepar, en Investment and Funds Society (90  procent) och det sydafrikanska ACSA-Airports Company South Africa (10 procent). Den statliga organisationen, Infraero, kvarstod med 49 procent av aktierna i bolaget med ansvar för administrationen.
Den 2 december 2015 omnumrerades flygplatsens terminaler. Tidigare terminal 4 ändrades till terminal 1, tidigare terminal 1 och 2, som var flyglar till en enskild byggnad, blev den nya terminal 2. Terminal 3 behöll sin numrering. Den nya numreringen speglar i vilken ordning terminalerna nås när man anländer till flygplatsen via tillfartsvägen, och förväntas bli mindre förvirrande på lång sikt. Incheckningsdiskar och gater numrerades också om, där den första siffran nu är det nya terminalnumret.
Den 28 oktober 2015 godkände National Civil Aviation Agency of Brazil (Anac) med omedelbar verkan Airbus A380-verksamhet på Guarulhos flygplats. Tillståndet beviljades efter att omfattande arbeten utförts på landningsbanor och taxibanor (inklusive breddning av bana 10L/28R till 60 meter) och särskilda taxningsförfaranden upprättats. Den 14 november 2015 gjorde Emirates en specialflygning med A380 på sin rutt Dubai-São Paulo för att fira dess åtta år av verksamhet i Brasilien. Den 26 mars 2017 startade Emirates den dagliga A380-trafiken från Dubai till São Paulo, och ersatte Boeing 777-300ER som tidigare använts på den rutten – av en slump, samma dag som det andra flygbolaget Etihad i Förenade Arabemiraten avslutade sina tjänster till São Paulo.

## Flygbolag och destinationer
| Flygbolag                     | Destinationer |
| ----------------------------- | --- |
| Aerolíneas Argentinas         | Buenos Aires–Aeroparque, Mendoza, Salta, Tucumán Säsong: Buenos Aires–Ezeiza, Córdoba (AR), El Calafate, San Carlos de Bariloche, San Martin de los Andes, Ushuaia |
| Aeroméxico                    | Mexico City |
| Air Canada                    | Buenos Aires–Ezeiza, Montréal–Trudeau, Toronto–Pearson |
| Air Europa                    | Madrid |
| Air France                    | Paris–Charles de Gaulle |
| American Airlines             | Dallas/Fort Worth, Miami, New York–JFK |
| Andes Líneas Aéreas           | Säsong charter: Buenos Aires–Ezeiza, Rosario, San Carlos de Bariloche |
| Arajet                        | Santo Domingo–Las Américas |
| Avianca                       | Bogotá |
| Azul Brazilian Airlines       | Araxá, Belo Horizonte–Confins, Cuiabá, Curitiba, Porto Alegre, Punta del Este, Recife, Rio de Janeiro–Galeão Säsong: Natal (börjar 9 februari 2024) [källa behövs] |
| Boliviana de Aviación         | Santa Cruz de la Sierra–Viru Viru Säsong: Cochabamba |
| British Airways               | London–Heathrow |
| Copa Airlines                 | Panama City–Tocumen |
| Delta Air Lines               | Atlanta, New York–JFK |
| Egyptair                      | Säsong charter: Cairo |
| Emirates                      | Dubai–International |
| Ethiopian Airlines            | Addis Ababa, Buenos Aires–Ezeiza |
| Flybondi                      | Buenos Aires–Ezeiza |
| Gol Transportes Aéreos        | Aracaju, Asunción, Belém, Belo Horizonte–Confins, Bogotá (begins 31 March 2024), Brasília, Buenos Aires–Aeroparque, Buenos Aires–Ezeiza, Campo Grande, Cascavel, Caxias do Sul, Chapecó, Cuiabá, Curitiba, Florianópolis, Fortaleza, Foz do Iguaçu, Goiânia, Ilhéus, João Pessoa, Juazeiro do Norte, Londrina, Maceió, Manaus, Maringá, Mendoza, Montes Claros, Montevideo, Natal, Navegantes, Palmas, Passo Fundo (återupptas 19 februari 2024),[källa behövs] Pelotas, Petrolina, Porto Alegre, Porto Seguro, Presidente Prudente, Punta Cana, Recife, Rio de Janeiro–Galeão, Rosario, Salvador da Bahia, Santa Cruz de la Sierra–Viru Viru, Santo Ângelo, Sinop, Teresina, Uberlândia, Vitória, Vitória da Conquista Säsong: Córdoba (AR), Jericoacoara |
| Iberia                        | Madrid |
| ITA Airways                   | Rome–Fiumicino |
| JetSmart Chile                | Santiago de Chile |
| KLM                           | Amsterdam |
| LATAM Brasil                  | Aracaju, Barcelona, Belém, Belo Horizonte–Confins, Bogotá, Boston, Brasília, Buenos Aires–Aeroparque, Buenos Aires–Ezeiza, Campo Grande, Cascavel, Caxias do Sul, Chapecó, Cuiabá, Curitiba, Florianópolis, Fortaleza, Foz do Iguaçu, Frankfurt, Goiânia, Ilhéus, Imperatriz, Jaguaruna, Jericoacoara, João Pessoa, Johannesburg–O. R. Tambo, Joinville, Juazeiro do Norte, Lima, Lisbon, London–Heathrow, Londrina, Los Angeles, Maceió, Madrid, Manaus, Maringá, Mendoza, Mexico City, Miami, Milan–Malpensa, Montes Claros, Montevideo, Natal, Navegantes, New York–JFK, Orlando, Palmas, Passo Fundo, Petrolina, Porto Alegre, Porto Seguro, Porto Velho, Recife, Rio de Janeiro–Galeão, Rio de Janeiro–Santos Dumont, Rome–Fiumicino, Salvador da Bahia, Santiago de Chile, São José do Rio Preto, São Luís, Sinop, Teresina, Uberlândia, Vitória, Vitória da Conquista Säsong: Caldas Novas Säsong charter: San Carlos de Bariloche |
| LATAM Chile                   | Paris–Charles de Gaulle, Santiago de Chile |
| LATAM Paraguay                | Asunción |
| LATAM Perú                    | Lima |
| Lufthansa                     | Frankfurt |
| Qatar Airways                 | Doha |
| Sky Airline                   | Santiago de Chile |
| Sky Airline Peru              | Lima |
| South African Airways         | Cape Town, Johannesburg–O. R. Tambo |
| Swiss International Air Lines | Buenos Aires–Ezeiza, Zürich |
| TAAG Angola Airlines          | Luanda |
| TAP Air Portugal              | Lisbon, Porto |
| Turkish Airlines              | Buenos Aires–Ezeiza, Istanbul |
| United Airlines               | Chicago–O'Hare, Houston–Intercontinental, Newark, Washington–Dulles |
| Voepass Linhas Aéreas         | Ribeirão Preto |